# Foudroiement
 Mise en garde médicale
Le foudroiement ou fulguration est les lésions occasionnées par la foudre. Les symptômes initiaux peuvent inclure une asystolie cardiaque et un arrêt respiratoire. Bien que l’asystolie puisse parfois se résoudre spontanément assez rapidement, l’arrêt respiratoire dure généralement plus longtemps. D’autres symptômes peuvent comprendre des brûlures et des blessures contondantes. Parmi les survivants, environ 75 % souffrent de problèmes de santé persistants, tels que des cataractes et une perte auditive. Si le décès survient, il est généralement dû à un rythme cardiaque anormal ou à une insuffisance respiratoire.
Les blessures causées par la foudre se divisent en coups directs, éclaboussures latérales, blessures par contact et courant de terre. Le courant de terre représente environ la moitié des cas et se produit lorsque la foudre frappe à proximité, se propageant ensuite jusqu'à la personne à travers le sol. Les éclaboussures latérales représentent environ un tiers des cas et se produisent lorsque la foudre frappe à proximité et saute dans les airs vers la personne. Une blessure par contact survient lorsque la personne touche l’objet frappé par la foudre. Les coups directs représentent environ 5 % des blessures. Les mécanismes de ces blessures peuvent inclure des blessures électriques, des brûlures dues à la chaleur et des traumatismes mécaniques. Le diagnostic repose généralement sur l’historique de la blessure et l’examen physique.
La prévention repose principalement sur l'évitement de l'extérieur pendant un orage. Si vous ne pouvez pas éviter de rester dehors, il est conseillé de vous accroupir. À l'intérieur, il est recommandé de ne pas utiliser d'appareils branchés sur des prises électriques et d'éviter tout contact avec de l'eau. Pour les patients en arrêt cardiaque sans pouls central, une réanimation cardiorespiratoire (RCR) doit être immédiatement entamée. Pour les personnes ayant un pouls central mais qui ne respirent pas, la ventilation artificielle, comme le bouche-à-bouche, est conseillée,.
Les blessures causées par la foudre sont estimées à 240 000 par an, avec environ 24 000 décès. Les régions montagneuses et à forte humidité, comme l'Afrique centrale, enregistrent les taux les plus élevés de coups de foudre. Chez les femmes enceintes frappées par la foudre, la mort du bébé survient dans environ 50 % des cas. Aux États-Unis, environ 1 personne sur 10 000 est frappée par la foudre au cours de sa vie. Les hommes sont touchés quatre fois plus souvent que les femmes. La tranche d'âge la plus fréquemment touchée se situe entre 20 et 45 ans.
La kéraunopathologie est la spécialité biomédicale qui étudie le foudroiement. « Kéraunopathologie » vient du grec ancien κεραυνός / kéraunos, foudre, παθός / pathos, maladie et λογός / logos, parole et signifie « parler ou traiter des maladies liées à la foudre ».

## Historique
Dans son Histoire naturelle (livre II, chapitres 18, 43 et 51-56), Pline l'Ancien (23-79) est l'un des premiers encyclopédistes à décrire la foudre et des cas de foudroiement humain. La foudre est un feu céleste craché par les astres ; quand ce feu atteint les nuages, il se produit « comme lorsqu'un fer incandescent est plongé dans l'eau (…) ce souffle, quel qu'il soit, peut aussi être embrasé par le frottement dans sa chute précipitée. Il peut encore être écrasé par le choc des nuages, comme entre deux pierres, en formant des éclairs étincelants. »
Pline distingue plusieurs types de foudres. Celles qui n'embrasent pas, mais roussissent ; celles qui font fondre l'or et les métaux dans l'intérieur d'un sac sans le brûler, ni même faire fondre le cachet de cire qui le ferme ; les foudres à coup direct qui viennent d'en haut, et les foudres terrestres par rebond sur le sol. Ces différences tiennent à leurs différences d'origine astrale : Saturne, Jupiter ou Mars.
Selon Pline, le seul animal qui ne soit pas toujours tué par la foudre est l'homme. La foudre ne frappe pas l'arbuste du laurier, ni le « veau marin » (phoque), ni l'aigle « qui pour cette raison est représenté armé de la foudre ». Parmi les cas humains foudroyés, Pline cite le cas de Marcia :
« Marcia, une romaine de haut rang, en fut frappée alors qu'elle était enceinte : son enfant fut tué, mais elle-même survécut sans aucun autre dommage. »
Pline l'Ancien fera autorité jusqu'au XVIIe siècle. C'est alors qu'Otto de Guericke (1602-1686) crée la première machine produisant de l'électricité statique : un globe de soufre tournant que l'on frotte pour en tirer des étincelles, comparées aux éclairs du ciel par l'inventeur.
Au XVIIIe siècle, on admet l'existence d'une « vertu ou fluide électrique », Stephen Gray (1666-1736) montre qu'elle peut être transportée par des fils de soie ou de métal, et même à travers le corps humain. Il affirme que ce fluide est de même nature que la foudre. Benjamin Franklin (1706-1790) invente le paratonnerre et capte l'électricité atmosphérique en utilisant des cerfs volants munis d'une tige métallique pointue. Dès 1752, il établit la nature électrique de la foudre.
D'autres poursuivent les expériences de Franklin, comme le français Thomas-François Dalibard (1709-1778) ou encore Georges-Guillaume Richmann (né en 1716), professeur de physique à Saint-Pétersbourg, qui fut tué en 1753 en essayant de mesurer l'intensité de la foudre. C'est la première victime d'un accident d'électrocution (foudroiement non naturel, par expérimentation).
Finalement, l'étude détaillée et scientifique des conséquences biomédicales du foudroiement n'est établie que depuis la fin du XIXe siècle en médecine vétérinaire, du XXe siècle en médecine humaine,,,,,.

## Mécanismes physiques

### Caractéristiques d'un coup de foudre

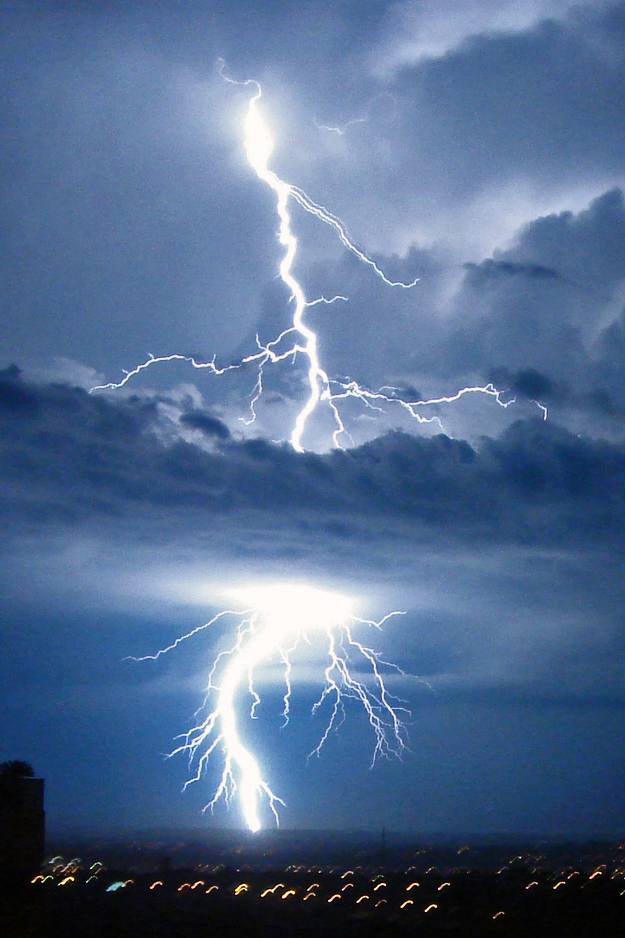
La foudre s'abat sur Brasilia, 24 décembre 2006.

Les énergies mises en jeu lors d'un coup de foudre sont considérables : la température atteint 8 000 à 30 000 °C, la tension varie de 10 à 100 millions de volts, l'intensité supérieure à 25 000 ampères (jusqu'à 200 000). Toutefois, le temps de contact est extrêmement bref, entre un millième et un dix-millième de seconde. Cette exposition n'est pas répétitive. Toutefois des décharges prolongées existent, de 0,5 à 1 seconde, ce sont les « gros éclairs », les plus dangereux.
De plus, l'éclair électrique se propage le plus souvent à la surface du corps, et ce dernier n'est alors traversé que par quelques ampères. Des brûlures profondes n'apparaissent qu'aux points d'entrée et de sortie de la décharge. Les chances de survie sont donc importantes (selon les études, de 75 à 95 % des fulgurés survivent).

### Types de coup de foudre
L'électrisation d'un être vivant par courant de foudre peut se produire selon quatre mécanismes : un mécanisme direct et trois mécanismes indirects,,.
Le coup de foudre direct est le plus rare, mais aussi le plus grave. Les plus fréquents sont les coups de foudre indirects : éclair latéral et par le sol.

#### Coup de foudre par éclair latéral
C'est un foudroiement secondaire par « éclaboussement ». Le courant se déplace d'un objet de haute résistance frappé par la foudre, vers un individu dont le corps est de plus faible résistance. C'est le cas de ceux qui s'abritent de l'orage sous un arbre, dans une cabane ou une grotte. Dans ces cas-là, la différence de potentiel entre le tronc de la personne et la terre s'élève suffisamment pour produire un éclair latéral. Le courant ainsi dérivé prend le trajet de moindre résistance, c'est-à-dire le corps de la personne, et s'écoule à travers lui vers la terre,,. Certains foudroiements collectifs en plein air sont provoqués par un éclair latéral et se propagent d'une personne à une autre.

#### Coup de foudre par tension de pas
C'est un coup de foudre par le sol, lorsqu'une personne se trouve à proximité d'un impact de foudre. Le courant diffuse dans la terre autour du point d'impact, parcourt une jambe de la victime, puis l'autre selon la voie de moindre résistance. C'est la cause la plus fréquente de foudroiement du bétail du fait du trajet entre les pattes avant et arrière et de la présence du cœur entre les deux,,, alors que chez l'homme debout, le courant passe d'un pied à l'autre, par le bas-ventre, évitant le cœur.
Ces types de coup de foudre (par éclair latéral et par tension de pas) rendent compte des cas où un seul éclair peut causer un foudroiement collectif (plusieurs victimes).

#### Coup de foudre par tension de toucher
La foudre frappe un objet conducteur en contact direct avec la victime (piolet, tuyauterie, paroi d'une grotte, etc.),,. Le courant passe de l'objet à la victime selon la voie de moindre résistance. Ce phénomène correspond à une électrocution de contact avec une quantité considérable de courant. Le foudroiement d'une personne par l'intermédiaire d'un objet brandi au-dessus de sa tête (ex. : fourche, club de golf ou parapluie) correspond à un foudroiement par coup direct,,.

#### Coup de foudre direct
Le coup de foudre direct se produit lorsqu'un être humain ou un animal, debout en contact avec le sol, est sur le trajet de l'éclair. Le courant entre par la partie la plus haute à ce moment-là (le plus souvent la tête, mais ce peut être aussi une main, un avant-bras) et s'écoule vers le sol en passant par les membres inférieurs.
Il ne concerne que 5 % des cas humains, mais ce sont les plus graves (le cœur étant le plus souvent dans  le trajet du courant).

## Physiopathologie
La physiopathologie d'une fulguration est celle d'une électrisation par un courant continu de haute énergie pendant une fraction de seconde.
Les tissus biologiques ont des résistances électriques différentes : le système nerveux est moins résistant que le sang, moins résistant lui-même que le tissu musculaire, moins résistant que la masse grasse, moins résistant que les os.
De manière simplifiée, les événements d'une fulguration se succèdent :
1. le courant traverse le corps, dont la résistance totale en de telles conditions est faible, estimée à 300 ohms ;
2. la différence de potentiel entre les deux points d'entrée/sortie du courant (tête/pieds) atteint une valeur de 300 kilovolts (kV), correspondant à peu près à un potentiel suffisant pour qu'un arc soit amorcé entre les deux points de contact, à l'extérieur, à la surface du corps, entre peau et vêtements. Selon la loi d'Ohm, le corps est parcouru par une décharge impulsionnelle dont le pic atteint 1 000 A en 1 ou 2 microsecondes ;
3. la très grande majorité du courant s'écoule tout naturellement dans l'arc de contournement externe ainsi amorcé (chemin de moindre résistance). La différence de potentiel entre les deux points de contact (tête-pieds) diminue et n'est plus que de 3 kV environ. Selon la loi d'Ohm, le courant traversant le corps est donc au maximum de 10 A (en moyenne de 3 ou 4 A), pendant au moins quelques millièmes de seconde.

Dans cette séquence simplifiée l'écoulement de la majeure partie du courant de l'arc dans l'arc de contournement externe (donc à l'extérieur du corps) et la durée en général très brève du passage de courant dans le corps ont un effet protecteur, limitant le risque de fibrillation ventriculaire et de brûlures électrothermiques internes.

### Atteintes directes
Les effets électriques non thermiques sont surtout les atteintes cardiaques (troubles du rythme, arrêt cardiaque), neurologiques, et musculaires. Le courant électrique provoquant des troubles de la perméabilité de la membrane cellulaire des cellules nerveuses et musculaires.
Des effets électrothermiques (effet Joule) se manifestent à l'intérieur du corps et surtout à l'extérieur du corps (à sa surface),. Les brûlures de la peau se concentrent souvent au contact des pièces métalliques des vêtements : elles peuvent fondre au passage du courant de foudre en surface.

### Atteintes indirectes
Ces atteintes sont très diverses mais ne se rencontrent pas toutes ensemble chez une même victime. On décrit ainsi plusieurs effets :
- l'effet de souffle (blast) par surpression, échauffement et vaporisation[21], responsable d'hémorragies internes, d'atteinte pulmonaire et de traumatismes indirects (contusions et fractures par chute ou projection) ;
- l'effet acoustique (120  à   130 dB), avec effets similaires à ceux du barotraumatisme[21] (rupture du tympan, surdité) ;
- l'effet lumineux dû à l'arc électrique, avec atteintes oculaires (rétine, cristallin).

## Épidémiologie
La mortalité mondiale par coups de foudre est estimée de  0,2 à 1,7 décès par million d'habitants chaque année, et elle est la plus forte en Afrique. L'incidence mondiale des personnes foudroyées est estimée entre 0,09 à 0,12 cas pour cent mille personnes.
En France, pour 1 à 2 millions d'impacts au sol enregistrés chaque année, on compte une centaine de personnes foudroyées, dont une quinzaine mortellement. Il s'agit le plus souvent d'adolescents ou de jeunes hommes, en majorité dans le sud de la France, au sud d'une ligne reliant Bordeaux à Strasbourg (les zones montagneuses attirant la foudre par les pointes du relief),.
La fulguration survient en plein air, principalement en situation de loisirs :  alpinisme, randonnée, navigation, parapente, pêche à la ligne, match de football, partie de golf, etc. En France, les accidents au cours du travail représentent plus de 10 % des cas ; les professions les plus exposées sont les agriculteurs, les ouvriers du bâtiment (couvreurs), et les électriciens.
Aux États-Unis, la foudre fait de 200 à 300 décès chaque année. Entre 1995 et 2005, le taux annuel moyen de décès par foudre en situation de travail est de 0,12 morts pour un million de travailleurs, principalement en Floride et au Texas.
Au Canada, la foudre fait de 92 à 164 blessés chaque année, principalement en Ontario et au Québec, causant 9 ou 10 décès.
En Allemagne, une cinquantaine de personnes sont foudroyées chaque année, trois à sept décèdent. Quinze pour cent (15 %) des fulgurations sont collectives.
En Suisse, la foudre causerait en moyenne 3 décès par an.

## Clinique

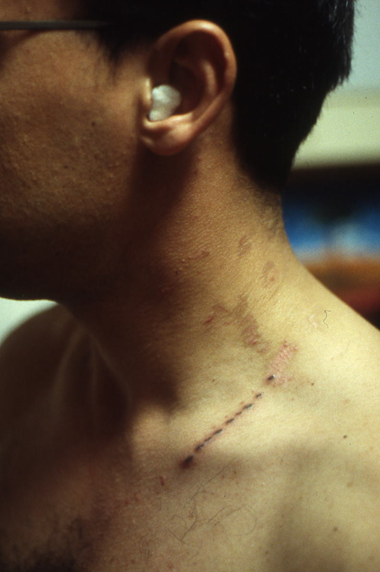
Brûlures de la peau du cou dues à la foudre chez un golfeur en cours de jeu. Tatouages laissés par la fonte de maillons de chaîne.

### Urgence vitale
La mort peut être immédiate, par arrêt cardiaque, sidération des centres nerveux respiratoires ou traumatisme secondaire à la fulguration : lésions internes par effet de souffle, chute de l'alpiniste…
Le plus souvent le pronostic vital dépend de la durée de l'apnée et de l'arrêt cardiaque, la mort est alors due à une fibrillation ventriculaire cardiaque qui précède de quelques minutes l'asystolie, d'où la règle de pratiquer d'urgence le massage cardiaque puis la défibrillation de tout foudroyé inconscient.
Face à une mort apparente (une mydriase aréactive isolée ne doit pas être prise pour un signe de mort cérébrale), toute tentative de réanimation cardiorespiratoire rapidement instaurée améliore le pronostic,,.

### Troubles neurologiques
Le plus souvent, les manifestations neurologiques consistent en une  perte de conscience initiale suivie d'un syndrome confusionnel qui s'améliore en quelques jours, accompagné d'une amnésie pour les faits récents.
On observe aussi fréquemment des paralysies touchant le plus souvent la partie inférieure du corps (paraplégies). Elles sont régressives en quelques jours. Elles seraient dues à un spasme vasculaire avec œdème ou ischémie des nerfs périphériques (kéraunoparalysies de Charcot), entraînant froideur, marbrures et disparition du pouls aux extrémités.
Des lésions traumatiques du crâne, de l'encéphale et de la moelle ont été aussi décrites,.

### Troubles cardiaques

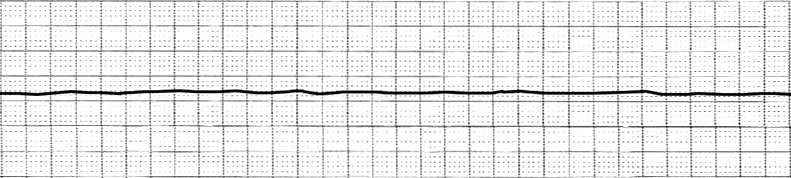
Tracé électrocardiographique d'asystolie.

Le cœur arrêté sous l'effet de la foudre peut quelquefois repartir spontanément. La survenue d'une fibrillation ventriculaire est un risque mortel. L'infarctus du myocarde est rare, mais les troubles du rythme avec hypertension transitoire sont fréquents,. Ils traduisent une situation de stress physiologique par les catécholamines endogènes.

### Organes sensoriels

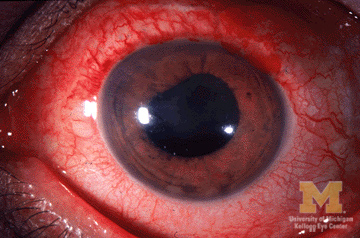
Uvéite.

La rupture du tympan est courante (effet sonore ou de souffle), elle peut s'accompagner d'une atteinte plus profonde de l'oreille avec otite moyenne secondaire, surdité temporaire ou permanente.
Les lésions oculaires sont fréquentes. Les lésions immédiates sont dues à l'arc électrique (effet photoélectrique et thermique) : amaurose fugace , œdème cornéen ; uvéite, hyphéma, hémorragie du vitré,...

### Lésions cutanées

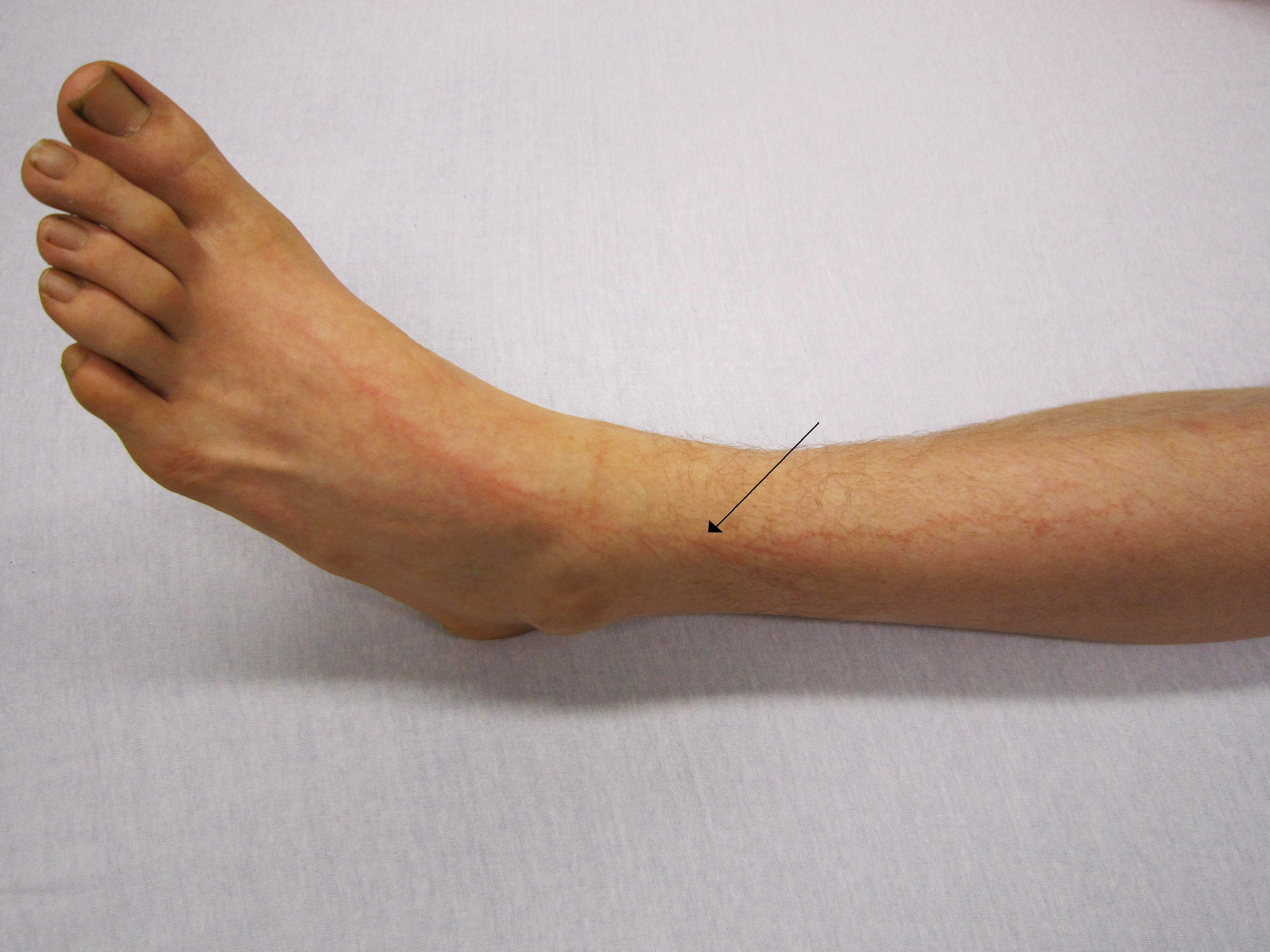
Brûlure linéaire sur le dos du pied, avec début d'arborescence à partir de la cheville, d'un jeune homme foudroyé par éclair latéral.

Ce sont des brûlures multiples et polymorphes (toutes ne se rencontrent pas chez un même foudroyé), et il est des cas de foudroyés sans lésion cutanée visible.

#### Figures de Lichtenberg
Lorsqu'elles existent (chez 10 % des foudroyés), ces figures se trouvent en zone chevelue ou velue, notamment sur le tronc et les épaules. Ce sont des brûlures superficielles en bande, attribuées à l'arc électrique de contournement. Elles se présentent comme un érythème, d'aspect parcheminé, en arborescence en « feuilles de fougères ». Elles s'associent à un roussissement des poils, cheveux ou vêtements. Fugaces, elles ne blanchissent pas et disparaissent en moins de deux jours.
La présence sur la peau de figures de Lichtenberg est pathognomonique d'un foudroiement : cette présence l'affirme,, mais l'absence ne l'exclut pas (foudroiement sans ces lésions).

#### Autres lésions
D'autres brûlures, moins superficielles, sont dues à l'échauffement, parfois par la fusion des vêtements. Ces brûlures de la peau se concentrent souvent au contact des pièces métalliques : bijoux, fermeture-éclair… Ces pièces peuvent fondre au passage du courant de foudre en surface, le métal fondu réalisant un tatouage des lésions.
Le courant de foudre peut percer la peau en laissant des marques d'entrée et de sortie. Ce sont des brûlures très localisées, de diverses formes : linéaires, circulaires, punctiformes, plus ou moins ou profondes,, selon des paramètres physiques : peau sèche ou humide, brûlures selon les lignes de sudation par vaporisation instantanée de la sueur…
Les brûlures très profondes sont exceptionnelles, à cause de la brièveté de la foudre, contrairement aux électrocutions par courant haute tension de fréquence industrielle.

### Lésions ostéo-musculaires et profondes
L'existence d'éventuelles lésions internes doit être recherchée : fractures osseuses, œdème musculaire avec rhabdomyolyse  (plus rare), hémorragies internes, contusions ou rupture des organes profonds par effet de souffle ou blast (poumons, organes creux).
Au total, le foudroyé doit être considéré avant tout comme un électrisé, puis comme un blasté, un traumatisé et un brûlé. À cela d'autres pathologies peuvent s'associer selon l'environnement, comme l'hypothermie en haute-montagne ou la noyade en milieu aquatique.

## Diagnostic
Le problème se pose en cas de décès par coup de foudre sans témoins, ou devant un survivant amnésique, en l'absence de lésions externes caractéristiques. Les vêtements troués et roussis sont un bon élément d'orientation.
Dans le cas de décès sans lésions, y compris à l'autopsie, les lieux et circonstances de découverte doivent être soigneusement étudiés, avec avis complémentaires de différents experts : électrotechniciens, météorologues…

## Évolution et complications
Les principaux examens de surveillance sont :
- réalisation d'un ECG ;
- échocardiographie ;
- mesure de l'activité plasmatique des enzymes CPK, CPK-MB ;
- dosage de la myoglobine dans les urines.

Des troubles peuvent apparaitre ou persister à plus long terme :
- péricardite, cardiomyopathie[19] ;
- les kéraunoparalysies pouvant mimer une lésion médullaire, disparaissent spontanément en quelques jours. D'autres troubles neurologiques sont plus durables  et peuvent persister comme séquelles : myélopathie progressive[19], atteintes des nerfs crâniens (troubles de l'audition aphonie parésie faciale, troubles de la déglutition)[15], syndrome douloureux régional complexe[35]…
- cataracte uni- ou bilatérale[19], dont il faut surveiller l'apparition éventuelle dans les deux ans qui suivent ;
- troubles de stress post-traumatique[15]. Ce syndrome peut s'observer quelle que soit la gravité de l'accident, il peut même se manifester chez les témoins[24].

## Prise en charge
Porter secours à un foudroyé n'est pas particulièrement dangereux. Il n'y a aucun danger à toucher le corps d'un foudroyé (le courant de foudre ne durant tout au plus que quelques millièmes de secondes). Tout objet métallique ou mouillé doit cependant être rapidement écarté pour éviter une récidive : mousquetons, piolet, crampons, club de golf, cordes mouillées… Afin d'éviter un sur-accident son casque ne lui est pas retiré sur place.
En cas d'arrêt initial de la respiration, une ventilation artificielle — bouche-à-bouche, bouche-à-nez, etc. — permet de reprendre un bon pronostic,,.
Protégé (mise en place d'un collier cervical), perfusé, hydraté et soulagé de ses douleurs éventuelles, le foudroyé est évacué vers un hôpital, disposant d'un service de neurochirurgie.

## Prévention
Nombreuses sont les activités de plein air à éviter ou à interrompre en cas d'orage :   pêche, baignade, sortie en bateau, cyclisme, golf, alpinisme, travaux électriques et réparation de toiture ou d'antenne notamment.
Dans la nature il convient de s'écarter de toute proéminence, des chemins de crête, d'un arbre isolé, et des objets métalliques : pylônes, piquets de tente, fourches, haches, pioches, piolets, clubs de golf et même parapluies… Si c'est impossible de se séparer d'outils métalliques, ceux-ci sont placés sur le sac à dos de telle sorte qu'ils ne dépassent pas la tête des porteurs. Les membres d'un même groupe devraient s'écarter les uns des autres d'au moins 3 mètres,.
Les meilleurs abris restent un vaste bâtiment, tout en restant éloigné des issues, ou un véhicule au toit métallique dont portes et fenêtres sont maintenues fermées ; un modèle convertible au toit souple n'est pas protecteur.
En l'absence d'une telle protection il est recommandé de s'abriter au plus profond d'une grotte au milieu d'une forêt ou au fond d'un ravin, ces solutions étant préférables à rester à découvert en plein champ.
À l'approche des éclairs, des « abeilles » en montagne et des feux de Saint-Elme, il est recommandé d'adopter une position spécifique offrant le moins possible de potentiel électrique : accroupi les pieds et les genoux joints, n'offrant qu'un point unique de contact avec le sol — en cas de faiblesse ou de position assise, relever les pieds et ne pas toucher le sol avec ses extrémités,. En montagne l'arrimage individuel est de règle afin d'éviter un sur-accident par chute.
Il est possible de s'isoler du sol avec un sac en plastique, une bâche isolante, un petit bloc de pierre, un vêtement imperméable ou un tapis de sol roulé.